# Triumph Thunderbird
La Triumph Thunderbird è un modello di motocicletta storico attualmente non più in produzione della casa motociclistica inglese Triumph Motorcycles.

## Contesto
La prima presentazione risale al 1949 e la moto rimase pressoché invariata sino al 1966; lo stesso nome venne poi riutilizzato per altri modelli rimasti in produzione dal 1981 sino al 2003. Il modello T-Bird Triumph ripercorreva le caratteristiche ciclistiche ed estetiche che lo portarono al successo sin dagli anni cinquanta. In questo periodo il marchio Triumph era diventato famoso con il film Il selvaggio del 1953. In questa pellicola Marlon Brando guidava una 6T Thunderbird del 1950. 

Una Triumph Thunderbird 650 guidata da Renzo Barzizza nel 1953

Anche in seguito (1963) una Triumph (una Trophy) appariva in un film in una scena divenuta celebre: era in La grande fuga, dove Steve McQueen tentava di saltare dei reticolati. La Triumph Trophy verrà successivamente migliorata e potenziata ed acquisirà prima il nome di Thunderbird poi, a seguito di modifiche e potenziamenti al telaio e al motore, di Wonderbird e successivamente (a seguito di alcuni affinamenti riguardanti la ciclistica) quello di Bonneville.
Infatti per soddisfare i gusti dei motociclisti americani, abituati a percorrere lunghe distanze, Turner aumentò la cilindrata del motore Speed Twin portandola a 650 cm³. La nuova moto prese il nome di Thunderbird, nome che in seguito la Triumph cedette alla Ford che lo utilizzò per una sua vettura.
Nel 2008 è stato annunciato dalla casa il riutilizzo del nome con un allestimento denominato SE con motore da 1600 cm³ che dovrebbe introdurre dal 2010 la Thunderbird nel mercato delle moto da touring di alta cilindrata.